# Micropsectra chuzelonga
Micropsectra chuzelonga е насекомо от разред Двукрили (Diptera), семейство Хирономидни (Chironomidae).